# Zaborze, Hạt Gryfino
Zaborze [zaˈbɔʐɛ] (Schulzendorf của Đức) là một khu định cư ở khu hành chính của Gmina Gryfino, thuộc hạt Gryfino, West Pomeranian Voivodeship, ở phía tây bắc Ba Lan, gần biên giới Đức.